# Lijst van voetbalinterlands Dominicaanse Republiek - Saint Vincent en de Grenadines
Deze lijst van voetbalinterlands is een overzicht van alle officiële voetbalwedstrijden tussen de nationale teams van de Dominicaanse Republiek en Saint Vincent en de Grenadines. De landen speelden tot op heden twee keer tegen elkaar. De eerste ontmoeting, een kwalificatiewedstrijd voor de Caribbean Cup 1990, werd gespeeld in Kingstown op 22 april 1990. Het laatste duel, een kwalificatiewedstrijd voor de Caribbean Cup 2014, vond plaats op 3 september 2014 in Saint John's (Antigua en Barbuda).

## Wedstrijden
| № | Plaats       | Datum            | Competitie                      | Wedstrijd                           | Uitslag |
| - | ------------ | ---------------- | ------------------------------- | ----------------------------------- | ------- |
| 1 | Kingstown    | 22 april 1990    | Caribbean Cup 1990 kwalificatie | St. Vincent en de Gren. – Dom. Rep. | 2 − 1   |
| 2 | Saint John's | 3 september 2014 | Caribbean Cup 2014 kwalificatie | Dom. Rep. − St. Vincent en de Gren. | 0 − 1   |

## Samenvatting
| Competitie                 | Totaal gespeeld | Winst Dom. Rep. | Gelijk | Winst St. Vincent en de Gren. | Doelsaldo Dom. Rep. – St. Vincent en de Gren. |
| -------------------------- | --------------- | --------------- | ------ | ----------------------------- | --------------------------------------------- |
| Caribbean Cup-kwalificatie | 2               | 0               | 0      | 2                             | 1 − 3                                         |
| Totaal                     | 2               | 0               | 0      | 2                             | 1 − 3                                         |

Wedstrijden bepaald door strafschoppen worden, in lijn met de FIFA, als een gelijkspel gerekend.
FEDOFUTBOL · A-internationals · Bondscoaches · Vrouwenvoetbalelftal van de Dominicaanse Republiek
1970 – 1979 ·
1980 – 1989 ·
1990 – 1999 ·
2000 – 2009 ·
2010 – 2019 ·
2020 − 2029
Amerikaanse Maagdeneilanden ·
Anguilla ·
Antigua en Barbuda ·
Aruba ·
Bahama's ·
Barbados ·
Belize ·
Bermuda ·
Britse Maagdeneilanden ·
Chili ·
Costa Rica ·
Cuba ·
Curaçao ·
Dominica ·
El Salvador ·
Guatemala ·
Guyana ·
Haïti ·
Indonesië ·
Kaaimaneilanden ·
Montserrat ·
Nederlandse Antillen ·
Nicaragua ·
Panama ·
Peru ·
Puerto Rico ·
Saint Kitts en Nevis ·
Saint Lucia ·
Saint Vincent en de Grenadines ·
Servië ·
Suriname ·
Trinidad en Tobago ·
Turks- en Caicoseilanden ·
Venezuela ·
Verenigde Arabische Emiraten
SVGFF · A-internationals · Vrouwenelftal van Saint Vincent en de Grenadines
Amerikaanse Maagdeneilanden ·
Anguilla ·
Antigua en Barbuda ·
Aruba ·
Bahama's ·
Barbados ·
Belize ·
Bermuda ·
Britse Maagdeneilanden ·
Canada ·
Costa Rica ·
Cuba ·
Curaçao ·
Dominica ·
Dominicaanse Republiek ·
El Salvador · 
Grenada ·
Guatemala ·
Guyana ·
Haïti ·
Honduras ·
Jamaica ·
Kaaimaneilanden ·
Mexico ·
Montserrat ·
Nederlandse Antillen ·
Nicaragua ·
Puerto Rico ·
Saint Kitts en Nevis ·
Saint Lucia ·
Suriname ·
Trinidad en Tobago ·
Turks- en Caicoseilanden ·
Verenigde Staten